# Острое заболевание
В медицине описание заболевания как острого означает, что оно возникло недавно,.либо имеет короткую продолжительность. Количественное определение того, сколько времени составляет «короткий» и «недавний», варьируется в зависимости от заболевания и контекста, но основное значение «острого» всегда качественно контрастирует с «хроническим», которое обозначает длительное заболевание (например, при остром лейкозе и хроническом лейкозе).

## Варианты значений
Незначительный ушиб пальца ноги — это острая травма. Аналогично, многие случаи острых инфекций верхних дыхательных путей и острого гастроэнтерита у взрослых являются легкими и обычно проходят в течение нескольких дней или недель.
Термин «острый» также включен в определение нескольких заболеваний, таких как тяжелый острый респираторный синдром, острый лейкоз, острый инфаркт миокарда и острый гепатит. Это часто делается для того, чтобы отличить заболевания от их хронических форм, таких как хроническая лейкемия, или подчеркнуть внезапное начало заболевания, например, острый инфаркт миокарда.

### Связанная терминология
Сопутствующие термины включают:
| Термин         | Значение |
| -------------- | --- |
| Перакутное     | Очень острое. Означает молниеносное, фульминатное |
| Рецидивирующее | «Происходящее снова» — концепция часто является одним из нескольких острых эпизодов. Рецидив может означать то же самое, что и рецидивирующий , хотя рецидив обычно используется для описания рецидива хронических состояний, которые переходят в стадию ремиссии, а затем рецидивируют. |
| Обострение     | Острое обострение хронического состояния. Применяется при различных состояниях, включая печеночную недостаточность, субдуральную гематому, почечную недостаточность, дыхательную недостаточность, и бронхит.                                                                             |
| Подострое      | Нечетко определенное состояние, которое находится между острым и хроническим, например подострый эндокардит, или подострый склерозирующий панэнцефалит. |
| Хроническое    | Длительное состояние. |